# Novomalinovo
Novomalinovo (în rusă Новомалиново) este un sat din raionul Korsakovo, regiunea Oriol, Rusia.

## Personalități născute aici
- Vladimir Neceaev (1908 - 1969), cântăreț.